# Опово (община)
Опово (серб. Опово) — община в Сербии, входит в Южно-Банатский округ.
Население общины составляет 10 755 человек (2007 год), плотность населения составляет 53 чел./км². Занимаемая площадь — 203 км², из них 78,0 % используется в промышленных целях.
Административный центр общины — город Опово. Община Опово состоит из 4 населённых пунктов, средняя площадь населённого пункта — 50,8 км².

## Статистика населения общины
| Год  | Население, чел. |
| ---- | --------------- |
| 1991 | 11 775          |
| 2001 | 11 053          |
| 2002 | 11 093          |
| 2003 | 11 119          |
| 2004 | 11 064          |
| 2005 | 10 980          |
| 2006 | 10 882          |
| 2007 | 10 755          |